# لترزهندونی
لترزهندونی (به انگلیسی: Lettershandoney) یک روستا در بریتانیا است.